# Tirtomoyo (Poncowarno)
Tirtomoyo is een bestuurslaag in het regentschap Kebumen van de provincie Midden-Java, Indonesië. Tirtomoyo telt 1986 inwoners (volkstelling 2010).